# Nasa poissoniana
Nasa poissoniana är en brännreveväxtart. Nasa poissoniana ingår i släktet färgkronor, och familjen brännreveväxter.

## Underarter
Arten delas in i följande underarter:
- N. p. glandulifera
- N. p. poissoniana